# René Abadie
René Abadie (Labroquère, 13 augustus 1935 - Bayonne, 11 juli 1996) was een Frans professioneel wielrenner. Hij nam deel aan de Olympische wegrit in 1956. Abadie eindigde op een 27e plaats.

## Palmares
1957
- 1e etappe Circuit d'Aquitaine
- 2e etappe Circuit d'Aquitaine
- Eindklassement Circuit d'Aquitaine

## Grote rondes
Eindklasseringen in grote rondes, met tussen haakjes het aantal etappeoverwinningen.
| Jaar | Ronde van Italië | Ronde van Frankrijk | Ronde van Spanje |
| ---- | ---------------- | ------------------- | ---------------- |
| 1962 |                  | opgave              |                  |
| 1963 |                  |                     | opgave           |